# Álszenteskedés
Álszenteskedésnek (hipokrita viselkedésnek vagy cselekedetnek) nevezzük azt a gyakorlatot, amikor valaki olyan hitről, hiedelemről, érzésekről vagy erényekről prédikál, amelyek belőle hiányoznak, vagy amelyek neki nincsenek.
Az álszenteskedéssel kapcsolatos a köpönyegforgatás, amikor valaki álszent módon mindig az uralkodó nézet képviselőihöz csatlakozik (sokszor ellentétes, vagy ellenséges nézetek közt váltva), kizárólag személyes előnyök szerzése céljából.
A latin hypocrisis, szerepjátszás, színlelés szóból, a görög hupokrisis, hupokrnesthai szavakból, szerepet játszani, színlelni: hupo-, hypo- + krnesthai, magyarázni, a krnein középső mód, megítélni, eldönteni; krei indo-európai gyökök között.
Az irodalom talán leghíresebb álszentje Molière Tartuffe-je.